# IC 3512
IC 3512 је појединачна звијезда у сазвјежђу Береникина коса која се налази на листи објеката дубоког неба у Индекс каталогу.
Деклинација објекта је + 27° 21' 43" а ректасцензија 12h 34m 9,7s.